# Alatoz
Alatoz là một đô thị ở Albacete, Castile-La Mancha, Tây Ban Nha. Đô thị này có dân số theo điều tra năm 2007 là 585 người. Alatoz nằm ở độ cao 860 m, cách tỉnh lỵ Albacete 47 km. Diện tích của Alatoz là 63,9 km², mật độ dân số 9,15 người/km². Mã số bưu chính là 02152, số điện thoại có dãy số đầu (+34) 967 40 ** **
Đô thị Alatoz giáp: Alcalá del Júcar (Albacete), Alpera (Albacete), Higueruela (Albacete), Carcelén (Albacete) La Recueja (Albacete), Jorquera (Albacete) và Pozo-Lorente (Albacete)